# Черакијето-Коле Пицуто (Фрозиноне)
Черакијето-Коле Пицуто је насеље у Италији у округу Фрозиноне, региону Лацио.
Према процени из 2011. у насељу је живело 61 становника. Насеље се налази на надморској висини од 417 м.